# Mahmoud Chabestari
Mahmoud Shabestari  (1287(?) - 1320(?)) (persan : محمود شبستری) est un mystique et poète persan. Il est l'auteur d'un ouvrage important, intitulé La Roseraie du mystère, qui cherche à concilier une conception panthéiste avec la notion stricte du monothéisme.  

## Biographie
Mahmoud Chabestari est né à Shabestar, à l'époque un simple village dans les environs de Tabriz, au nord-ouest de la Perse (Iran). Il semble que sa naissance coïncide avec la conquête de la Perse par le souverain mongol Hulaku Khan. Il se pourrait aussi qu'il soit né vers 1250 déjà; en revanche, il y a une concordance pour fixer son décès en 1320 (même si cette date est aussi une approximation),,.  
On ne sait pas grand-chose sur sa vie. Il semble qu'il a dû beaucoup voyager, si l'on en croit un des rares passages autobiographiques de ses écrits:   

« J'ai passé une grande partie de ma vie à étudier la science de l'Unité divine, voyageant en Égypte, en Turquie et en Arabie, jour après jour, nuit après nuit. Année après année, pendant des mois, comme le temps lui-même, j'ai suis allé par ville et pays, parfois brûlant l'huile à minuit, parfois faisant de la lune ma lampe de chevet. »

Il a acquis une réputation flatteuse auprès des savants en religion, mais aucune information ne nous est parvenue sur les personnes qu'il aurait pu rencontrer au-delà de son Azerbaïdjan natal. Quelque cinq siècles après sa mort, un groupe soufi de Kerman a revendiqué une parenté à la fois spirituelle et généalogique avec Shaberistan, et on a pu même affirmer qu'il avait été marié dans cette ville et qu'il aurait eu plusieurs fils. Toutefois, c'est là chose hautement improbable. Une telle transmission spirituelle à travers sa famille n'est pas vraisemblable, pour deux raisons: tout d'abord, on trouve dans une des sources les plus anciennes qui mentionne Shabestari une citation dans laquelle le maître soufi affirme qu'il n'a pas de descendance, tant physique que spirituelle (donc des disciples); de plus, aucune source, contemporaine au poète ou plus tardive, ne relève qu'il aurait fondé une chaîne initiatique (silsila) de disciples.
Chabestari  est un poète encore très apprécié dans son pays d'origine. On peut voir son mausolée et sa tombe dans les environs de Shabestar. Il y repose aux côtés de l'un de ses maîtres, le shaykh Bahâ' al-Din (mort en 1336 ou 1337).

## Œuvre
Son œuvre principale, La Roseraie du mystère (« Golshan-e raz »), est un classique de la mystique, de la théologie et de la philosophie persanes, et ce bref ouvrage (un millier de vers) occupe une place éminente dans la pensée de l'Iran, et il jouera un rôle important dans la diffusion des idées d'Ibn Arabi.  

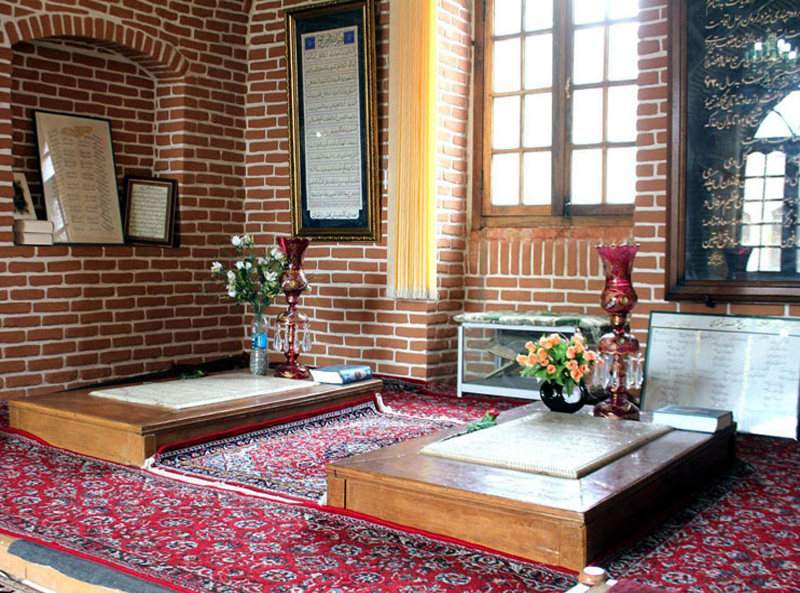
Tombes de Shabestari et de Bahâ' al-Dîn Ya'qûb Tabrîzî, à Shabestar.

Ses autres œuvres sont moins connues: Sur la certitude (« Haqq ul-Yaqîn »), Le Livre du témoignage (« Shâhid-Nâmeh »), Le Livre de la joie (« Sa'âdat-Nâmeh »), Les Miroirs des initiés (« Mirât-ul-Muhaqqîn »).  

## Citations
L'homme sage considère l’analogie

quand il tourne son esprit vers les mots et les mystères.

Bien qu’on ne puisse atteindre des analogies parfaites,

continue néanmoins à la rechercher sans relâche.

En ce domaine, nul ne peut te juger,

car il n’est point de chef à cette secte, sauf la « Vérité » (Haqq) .
Sache que le monde tout entier est  miroir.

Dans chaque atome se trouvent cent soleils flamboyants.

Si tu fends le cœur d’une seule goutte d’eau.

Il en émerge cents purs océans.

Si tu examines chaque grain de poussière.

Mille Adam peuvent y être découverts.

Un univers est caché dans une graine de millet.

Tout est rassemblé dans le point du présent

De chaque point de ce cercle sont tirés des milliers de formes.

Chaque point,dans sa rotation en cercle,

Est tantôt un cercle,

Tantôt une circonférence qui tourne.

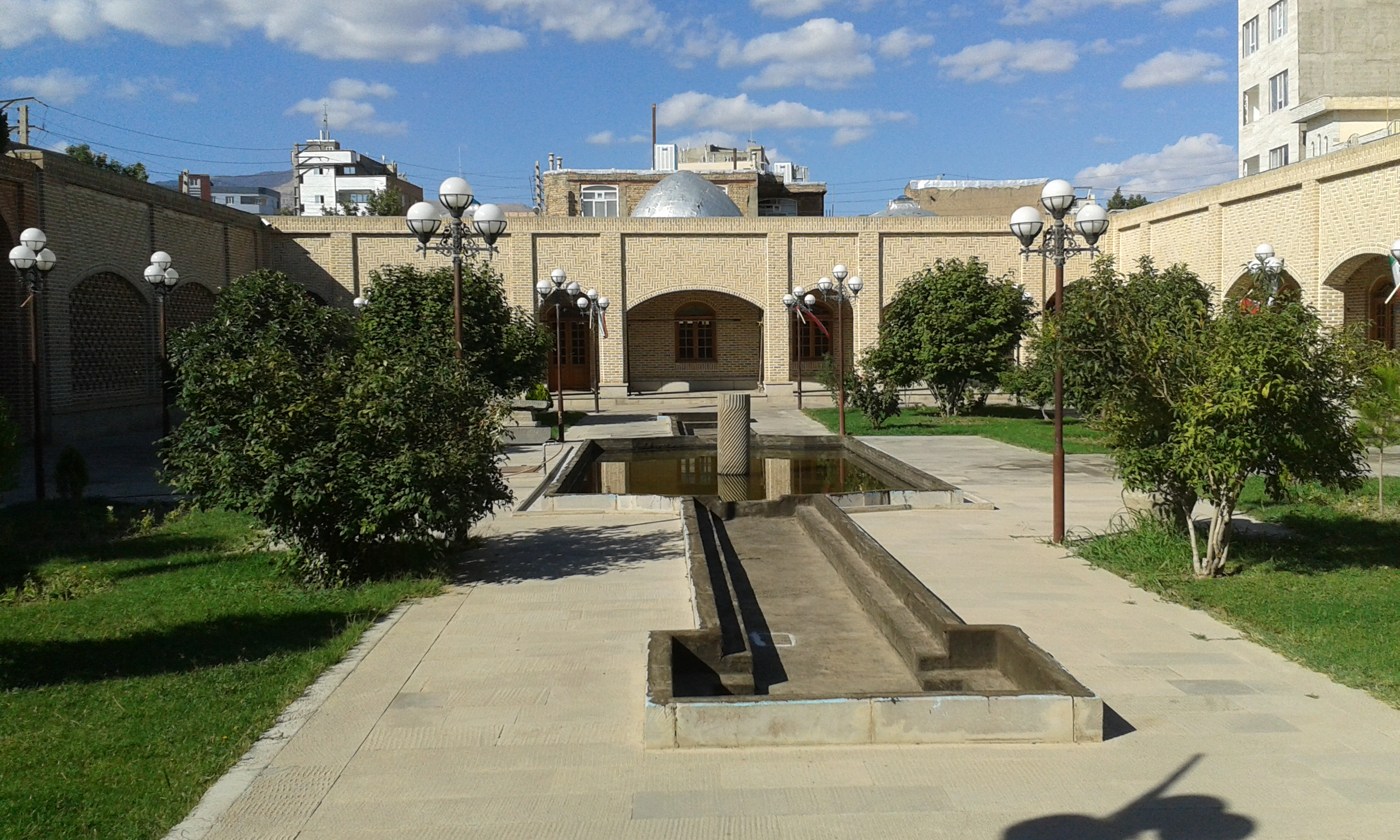
Cour intérieure du mausolée de Shabestari.

— Mahmûd Shabestâri

#### Traductions
- La Roseraie du Mystère, suivi [sic] du Commentaire de Lahîjî, traduit du persan, présenté et annoté par Djamshid Mortazavi & Eva de Vitray-Meyerovitch, Paris, Éditions Sindbad, Coll. « Babel », 2013 [1991].
- Henry Corbin et Christian Jambet (Dir.), Trilogie ismaélienne: Le livre des sources, Cosmogonie et eschatologie, Symboles choisis de la roseraie du mystère, Paris, Verdier, Coll. « Islam spirituel », 1994.

#### Études
- (en) Leonard Lewisohn, Beyond faith and infidelity: the Sufi poetry and teaching of Mahmud Shabistari, Richmond (Surrey), Curzon Press, coll. « Curzon Sufi Series », 1995, viii + 344 (présentation en ligne).
- (en) Hamid Algar, « GOLŠAN-E RĀZ », sur iranicaonline.org, Encyclopædia Iranica, 2012 (consulté le 12 février 2023)